# Julián Zarco Cuevas
Eusebio Julián Zarco-Bacas y Cuevas (Conca, 27 de juliol de 1887 - Paracuellos del Jarama, 30 de novembre de 1936) va ser un clergue i historiador espanyol,

## Biografia
Era fill d'un guàrdia civil. El 1903 va arribar al Monestir d'El Escorial, on el 1905 va ingressar a l'Orde de Sant Agustí, i el 1911 fou ordenat sacerdot. El 1912 començà a treballar en la biblioteca del monestir, i aprofità l'avinentesa per estudiar la història i els autors de l'Orde agustinià, la del monestir i del rei Felip II d'Espanya i la dels personatges il·lustres de Conca. El 7 de desembre de 1929 fou elegit membre de la Reial Acadèmia de la Història, a la que estava vinculat des de 1923. I el 1935 fou escollit acadèmic de la Hispanic Society of America.
Quan es produí el cop d'estat del 18 de juliol de 1936 el monestir fou evacuat, però ell es va quedar per curar de la biblioteca del monestir. Tanmateix, el 6 d'agost fou detingut amb els altres 107 membres de la comunitat religiosa i empresonat a una cel·la de la Direcció General de Seguretat. D'allí fou traslladat amb els seus companys a la presó de San Antón. El 30 de novembre de 1936 ell i 53 agustins més foren duts a Paracuellos de Jarama, on foren afusellats i llençats a una fossa (matances de Paracuellos).
Considerat màrtir de l'Església catòlica. El 28 d'octubre de 2007 ell i 497 màrtirs més foren beatificats pel papa Benet XVI.

## Obra
- Relaciones de pueblos del obispado de Cuenca hechas por orden de Felipe II, 2 vols. Cuenca, 1927.
- Bibliografía de Fr. Luis de León. 1928.
- Los jerónimos de San Lorenzo el real de El Escorial; discursos leídos ante la Real academia de la historia en la recepción pública. El Escorial, 1930.
- Pintores españoles en San Lorenzo el Real de El Escorial (1566-1613), Madrid, 1931.
- El Monasterio de San Lorenzo el Real de El Escorial y la Casita del príncipe. El Escorial, 1932.
- Pintores italianos en San Lorenzo el real de El Escorial 1575-1613. Madrid, 1932.
- «Testamento de Pompeyo Leoni, escultor de Carlos V y de Felipe II, otorgado en Madrid a 8 de octubre de 1608», en Revista española de arte, 1932.